# Amiga 2500
Amiga 2500 – model komputera rodziny Amiga wprowadzony na rynek przez firmę Commodore International w 1988 roku, po modelu Amiga 2000, a przed modelem Amiga 3000. Stanowił odpowiedź firmy na zapotrzebowanie na model komputera wyposażony fabrycznie w szybszy procesor, większą pamięć i dysk twardy. W rzeczywistości nie była to nowa konstrukcja (na tę należało czekać do czasu premiery A3000), lecz Amiga 2000 wyposażona w karty rozszerzeń, które firma Commodore oferowała na rynku jako opcjonalne wyposażenie A2000. W listopadzie 1989 wprowadzono model A2500/30 (nie A2500/030 jak podają niektóre źródła).

## Parametry
Zainstalowane karty rozszerzeń to karta A2091 zawierająca kontroler SCSI, na której montuje się dysk twardy (w A2500 oferowany był dysk o pojemności 120 MB) oraz karta Zorro II (A2000 nie posiadała specjalnego złącza karty procesora jak to ma miejsce w A3000 i A4000) zawierająca procesor i 32-bitową pamięć (w tamtym czasie nazywano takie rozszerzenie kartą turbo) o oznaczeniu A2620 lub A2630. Karta A2620 zawierała CPU Motorola MC68020/14.28 MHz, FPU MC68881/14.28 MHz, MMU MC68851 oraz 2 lub 4 MB 32-bitowej pamięci RAM. Commodore oferował do tej karty upgrade do procesora MC68030/25 MHz. W modelu A2500/30 karta A2630 zawierała już CPU MC68030/25 MHz i jako opcję (jest wolna podstawka) FPU MC68882 (można zastosować koprocesor matematyczny 25 lub 50 MHz). Ostatnim elementem wyposażenia A2500 była karta rozszerzenia do złącza kart graficznych o oznaczeniu A2320 i jest to flicker fixer, czyli urządzenie eliminujące przeplot trybów graficznych lo-res interlaced i hi-res interlaced. Karta posiadała wyjście na monitor VGA. Obraz z tej karty na takim monitorze był pozbawiony przeplotu, w odróżnieniu od standardu telewizyjnego.

## Rozbudowa
A2500 nie oferowała skoku technologicznego jaki oczekiwali użytkownicy, ten nadszedł dopiero z modelem Amiga 3000. Początkowo (1988) dostępna była tylko wersja z procesorem MC68020/14.28MHz, inni producenci oferowali wkrótce karty rozszerzeń z procesorem MC68030/50 MHz i koprocesorem MC68882/50 MHz, które posiadały zintegrowany sterownik SCSI i dawały możliwość zastosowania do 16 MB 32-bitowej pamięci RAM. Amiga 2500 z kartą A2630 nie zapewnia wydajności Amigi 3000 (obie posiadają CPU MC68030/25 MHz). W A2000 i A2500 wykorzystywano kartę Video Toaster, która to ze względu na swoją wielkość nie mogła pomieścić się w obudowie Amigi 3000.